# Пустоловине са Дигимонима
Пустоловине са Дигимонима  (јап. デジモンアドベンチャ—, Dejimon Adobenchā, енгл. Digimon Adventure) је јапански аниме и прва сезона из серијала о Дигимонима. Главни ликови су седморо изабране деце (касније им се прикључује још једно) које је током боравка на летњем распусту велики талас одвукао у свет паралелан стварном свету, познатији под називом Дигитални свет. Тада се по први пут упознају са својим партнерима Дигимонима, који ће им помоћи да спасу и планету Земљу и Дигитални свет. Након свега они ће постати нераздвојни пријатељи.  Прва епизода емитована је 7. марта 1999, а последња 26. марта 2000.
Прва сезона се наставља са Пустоловине са Дигимонима 02, чија је радња смештена неколико година касније. То је био први пут у историји анимеа, да нека аниме серија буде настављена новом сезоном. Трећа сезона, Пустоловине са Дигимонима 03, коју у ствари чине шест филмова подељених у неколико епизода, емитовала се од 21. новембра 2015. до 5. маја 2018. године.
Такође су снимљена два филма:
1. Пустоловине са Дигимонима - који прати причу пре него што су постала изабрана деца, то јест зашто и како су постала изабрана деца
2. Пустоловине са Дигимонима: Наша ратна игра - који прати причу неколико месеци након радње серије и борбу изабране деце са Диабломоном дигимоном који се грешком појавио на интернету.

Синхронизацију на српски језик прве сезоне урадила је МАТ продукција, узимајући за основу оригиналну јапанску верзију. Емитована је на Канал Д и РТС 1 током 2001. године. Касније је ову сезону ресинхронизовао студио Мириус, а затим синхронизовао и другу сезону, исто узимајућу оригиналну јапанску верзију за основу. Емитовање је било на РТВ Пинк и Пинк кидс током 2007. године. Издато је и неколико ДВД издања.
У Италији се серија емитовала на Rai 2 од 4. септембра 2000.

## Стварање
Графичка инспирација углавном је инспирисана познатим јапанским цртаним филмовима, посебно као фантастичним Покемонима, а затим је додата и авантуристичка тема која враћа претходне године у сагу о Парк из доба јуре

## Радња

### Девимон и Острво компјутера
Седморо деце: Таичи Јагами, Јамато Ишида, Сора Такеноучи, Коширо Изуми, Мими Тачикава, Џо Кидо и Такеру Такаиши, проводе дане у летњем кампу заједно са осталом децом из школе. Међутим, након што снег изненада падне усред лета, са неба падну и седам малих уређаја, који се зауставе пред сваким од деце. Они створе огроман талас који децу повлачи са собом. Када се пробуде бивају окружени чудним бићима, који се представљају као Дигимони и од њих сазнају да се налазе у Дигиталном свету, где нема других људи осим њих. Свако дете је добило свог партнера дигимона, који је био усклађен са његовим карактером, а уређаји који су их довели у дигитални свет су диги-уређаји, још познати и као свете направе, који омогућавају дигимонима да се развијају. Убрзо након упознавања децу напада зли дигимон, Кувагамон и да би заштитили децу дигимони се из своје беби фазе преобразе у дечију. Тада они: Агумон, Габумон, Пијомон, Тентомон, Палмон, Гомамон, Патамон и деца постају прави партнери, а авантура почиње...
Након што су уз доста муке успели да савладају Кувагамона, деца и дигимони настављају да траже пут којим би могли да се врате у летњи камп, тада још не схватајући да не постоји начин за то. На том путу имали су сукоб са још 2 дигимона, која су случајно разбеснели. Да би заштитио Таичија од Шелмона, Агумон се преобразио у Грејмона, а Габумон се преобразио у Гарурумона да би се изборио са Сидрамоном и заштитио Јамата. Тада деца почињу да схватају да постоји одређена повезаност између њих и њихових партнера, као да су се већ давно познавали.
На свом путу деца наилазе на село Пјокомона где их напада побеснели Мерамон, за кога се испоставило да је био под утицајем црног точка. Када се Сора нашла у опасности, Пијомон се преобразио у Бирдрамона и извадио црни точак из Мерамона. Деца тада откривају да црни точкови чине да дигимони постану зли, али нису знали ни ко их је створио ни зашто то раде. Пошто Грејмон и Гарурумон нису успели да се изборе са Андромоном, Тентомон се преобразио у Кабутериона и извадио му црни точак из ноге. Након тога у Граду играчака сву децу и дигимоне је поразио Монземон, који је био у савршеној фази. Једино су Мими и Палмон успеле да му побегну, а онда се Палмон преобразио у Тогемона и победио Монземона, извадивши му црни точак својим нападом. У сличној ситуацији се наредног дана нашао и Гомамон, који се, да би спасао Џоа, преобразио у Икакумона и поразио Унимона. И тако се једино Такеруов Патамон није преобразио у своју зрелу фазу. Након што су 6 дигимона достигли своје зреле фазе, непријатељ је показао своје лице. То је био Девимон, који је створио црне точкова и чинио да дигимони постају зли. Да би ослабио децу, поделио је Острво компјутера на много мањих делова и свако дете је послао на један од њих. Таичи и Јамато су се састали на снежном делу острва, где су их напали Јукидарумон и Мођјамон, али су успели да изваде црне точкове из њих и покваре механизам точкова, тако да је њихов део острва почео да се враћа на старо место. Мими су у џунгли напали Сукамон и Чумон, али је она успела да их заустави помоћу свете направе и да их учини добрим дигимонима. Она се нашла са Коширом код рушевина старог лавиринта, где их је напао Кентаурмон,такође под утицајем црног точка, али су Тогемон и Кабутеримон успели да га поразе. Мими је случајно гурнула точак који је раздвајао острва, тако да се и њихов део острвао враћао на старо место. Сора и Џо, су успели да уз помоћ Буда сутре ослабе моћ дигимона духова - Бакемона и потом су их уништили Бирдрамон и Икакумон. Такеру је остао сам са Патамоном у Граду почетка, где су се спријатељили са Елекмоном, који је чувао диги-јаја. Међутим, Девимон шаље Оргамона и зараженог Леомона да га убију. Мими, Коширо, Таичи и Јамато стижу у последњем тренутку и спашавају Такеруа. Потом се сви заједно са излеченим Леомоном упуте на планину Муген ,где је Девимоново седиште. Сора и Џо им се прикључују у међуврему и тако се седморо Изабране деце поново ујединило. Ипак, Девимон је био исувише моћан за њих и баш када је изгледало да су се све наде угасиле, Патамон се коначно преображава у Ангемона. Он успева да уништи Девимона, али је због тога потрошио сву своју енергију и вратио се у облик јајета. Такеру му обећава де ће бринути о њему и да ће се ускоро поново видети. На самрти Девимон говори деци да постоји још много злих дигимона и да Острво компјутера није једино место у Дигиталном свету. Након што Девимон и Ангемон нестану пред децом се појављује мистериозни тродимензионални лик, старац Генаји.

### Етемон, нови континент и потрага за грбовима
Генаји објашњава деци и дигимонима да је он на њиховој страни, да су они изабрани да спасу и стварни и Дигитални свет, али да не зна ни ко их је ни због чега изабрао. Од њега сазнају и да их на континенту Сарба чека још јачи непријатељ од Девимона и да би га поразили, њихови дигимони морају још да напредују. За то су им потребне ознаке и грбови, који су расути по читавом континенту. Након што се веза са Генајием прекине и он нестане, деца са дигимонима разматрају да ли треба да оду на нов континент или не. Након расправе доносе одлуку да ипак крену. Сви дигимони којима су помогли на свом путу до планине Муген, дошли су да их испрате и да им помогну да направе сплав којим ће прећи океан. На путу преко океана напада их огромни дигимон налик на кита, Вамон, који је такође био под утицајем црног точка. Палмон помоћу свог напада, отровног бршљена, успева да ишчупа точак и тако спасе децу. У знак извињења што им је уништио сплав, Вамон одлучује да одведе децу до континента. Пре тога Вамон их одводи до тунела под океаном, где се причало да је Девимон запечатио и сакрио ознаке. Након што су извадили још један црни точак из Дримогемона који их је чувао, деца успевају да дођу до својих 7 ознака. Након што се искрцају на новом океану, децу у селу Коромона напада нов непријатељ, Етемон. Коромони одводе децу до једне пећине у којој се сакрију, и ту Таичи проналази свој грб храбрости. Иако кроз пећину успевају да побегну Етемону, он из беса уништи цело село Коромона. Потом у рушевинама старог колосеума, Џо проналази свој грб поштења, али Етемон шаље зараженог Грејмона да нападне децу. Таичи је тада покушавао да натера Грајмона да се помоћу грба преобрази, али то није радио на прави начин. Уместо да покаже своју храброст он је показиовао само похлепу што је проузроковало мрачни преображај и Грејмон се претворио у застрашујућег СкалГрејмона, изузетне снаге али потпуно неурачунљивог који је уништио и Етемоновог Грејмона и Етемонову  црну мрежу, али је хтео да нападне и децу. Ипак након што је потрошио сву енергију вратио се у беби фазу - Коромона, Таичију је тада било жао због свега што је урадио и обећао је да ће се променити. Нови противник против ког су се борили је био Кокаторимон, Етемонов следбеник који је навео децу да уђу на његов брод како би их скаменио. План му успева али не скамењује Мими, Сору и њихове партнере па га Тогемон и Бирдрамон брзо поражавају (након борбе Мими налази свој грб чистоте у кактусу). Изабрана деца се после сусрећу са Кувагамоном али се Таичи плашио да Агумон поново не еволуира у СкалГрејмона па у борби са Кувагамоном ризикује свој живот како би га спасао, док у том тренутку долази Пиколомон и уништава га. Пиколомон одлучује да подвргне децу (а посебно Таичија) тешким тренингом.
Успешним тренингом, Таичи је поново добио самопоуздање и Агумон поново еволуира у Грејмона који затим спасава осталу изабрану децу од два Етемонова Тираномона, које је он успео да пошаље јер су Јамато и Коширо напустили Пиколомонову безбедну зону како би нашли своје грбове пријатељства и мудрости. Потом Такеру налази свој грб наде у зидовима пећине. Затим изабрана деца настављају свој пут како би одједном Коширо добио позив у помоћ од мистериозног дигимона заробљеног у Етемоновој пирамиди, те они одлучују да истраже то. На путу до пирамиде Коширо долази до теорије о Дигиталном Свету (да је све направљено од података и да је Дигитални Свет сенка стварног). По Кошировим вођством Таичи, Сора и Џо крећу у Пирамиду. Сазнају да је тај дигимон заправо Наномон који тврди да контролише Етемонову мрежу. Одједном се појављује Етемон и напада Наномона. Како би га спасли дигимони га нападују, али током борбе Наномон отима Сору и бежи кроз струјни зид, за њим креће Таичи али панично одустаје од тога схватајући да би могао бити повређен. Наномон за то време у тајној соби покушава да направи копију Соре како би користио њен дигистор, грб (који је био код њега) и Пијомона за освету Етемону. Коширо након великих потрага преко свог лаптопа успева до лоцира Сору и Пијомона, који се налазе у тајној соби испод Пирамиде.
Група одлучује да крене да их спасе али Таичи буде онај који ће то урадити док остали буду извели дистракцију. Таичи одлучује да се сусретне са својим страхом, након што га Агумон охрабри Таичи пролази кроз струјни зид и спашава Сору и Пијомона, и успева да узме њен грб. Таичи и Сора успевају да побегну из Пирамиде. У међувремену Етемон налази Наномона и започиње борбу с њим. У току борбе Наномон ствара рупу у поду и обојица упадују у срце црне мреже. Наномон одмах умире док се Етемон спаја са мрежом тако формирајући још моћнијег ХаосЕтемона, уништава Пирамиду и креће у напад на изабрану децу. Таичи скупља храброст и заједно са Грејмоном креће на Етемона. Грејмон под утицајем Таичијиве храбрости правилно еволуира у своју савршену фазу МеталГрејмона. МеталГрејмон без проблема уништава Етемона али уништење црне мреже ствара димензионални процеп који усисава Таичија и МеталГрејмона.

### Вандемон и битке у стварном свету
Таичи и Коромон се појављују у стварном свету, у Јапану прецизније Таичијевом комшилуку. Он одлучује да се врати кући где се среће са Хикари, његовом сестром која неочекивано препознаје Коромона. Таичи онда на календару види да је и даље 1. август дан када је пошао у камп, што га зачуђује али касније схвата временску разлику Стварног и Дигиталног света. Таичи касније сазнаје да су остала деца и даље у Дигиталном свету. Почиње да се пита да ли ће моћи да се врати у Дигитални свет. Одједном Таичијев Дигистор починје да вибрира и на компјутерском екрану се појављује Коширо који говори Таичију да се не враћа назад у Дигитални свет. По целом Токију се појављују силуете дигимона да би Таичи одлучио да их нападне са Коромоном који еволуира у Агумона, након чега се отвара портал кроз који се Таичи, Агумон и остали дигимони враћају назад. Након што се вратио Таичи среће Токомона од ког сазнаје да су се сви растали и да је он остао са Такеруом који након што га је лагао ПикоДевимон (Вандемонов слуга) одлази с њим. Таичи и остали крећу затим до забавног парка где срећу Такеруа који на први тренутак изгледа тужно али угледавши Токомона почиње да се свађа с њим. Таичи смирује Такеруа и Токомона. Одједном се појављује ПикоДевимон са печуркама заборава. Агумон одлази да опере руке али успут чује од мистериозног гласа (касније се испоставља да је то била Сора) да ће те печурке учинити да им нестане меморија. Агумон онда спречава Такеруа да их поједе, Током еволуира у Патамона и поражава Пикодевимона. Након тога Таичи, Такеру и њихови партнери крећу у потрагу за осталима а касније Вандемон кажњава ПикоДевимона због неуспеха.
За то време Јамато стиже у  Дигитаммонов ресторан где је Џо већ радио јер није имао пара да плати. Јамато бива приморан од стране Дигитамамона (који је био потплаћен од стране ПикоДевимона да их задржава што дуже) да му помогне да исплати дуг. Током недеља ПикоДевимон намешта Џоу што више незгода како би остали што дуже. Јамато изнервиран извређа Џоа и излази из ресторана где се сусреће са Таичијем и Такеруом. Одједном их напада Дигитамамон и Вегимони који заробљавају Такеруа. Џо покушава да га спаси али и он сам бива заробљен. То активира Јаматов грб пријатељства и Гарурумон еволуира у РатногГарурумона и поражава Дигитамомона. Деца одлучују да се поделе у две групе: Таичи и Џо и Јамато и Такеру како би нашли осталу децу. Пре тога (тачније за време Таичијевог боравка у стварном свету) Коширо је био у потрази за Генаијем али упада замку коју му је спремио ПикоДевимон те упадају у тамну димензију. Ту мистериозни глас хипнотише Кошира и узима му радозналост. Након тога се појављује мистериони глас који је заправо Вадемон и говори Коширу да заборави све и нестаје. У међувремену ПикоДевимон нуди Вадемону део своје радозналости у замену за Коширов грб. За то време Тентомон је девоулиурао у Пабумона и успео да Коширу привуче пажњу и да га подсети ко је он, онда успевају да узму Коширову радозналост и нападају Вадемона. Ту се Кабутеримон преображава у АтлурКабутеримона и уништава Вадемона и његову димензију. Након тога се срећу са Јаматом и Такеруом.
У међувремену Таичи и Џо доспевају до Замка Краља Фрогмона где срећу Мими коју су Гекомони и Тадмони прогласили за краљицу како би својим певањем пробудила њиховог вођу Краља Фрогмона из сна. Али Мими је стално извољевала и када су Таичи и Џо дошли да је воде она је хтела да остане како би је служили. Након безуспешних покушаја да је наведу да пева Мими затвара у тамницу Таичија, Џоа, Агумона, Гомамона и Палмона. Током ноћи Мими је посетила Сора и објаснила јој како се понашала па се у Мими поново буди њена чистота и по први пут њен грб засветли. Она одлучује да следећег дана пева и њено певање буди Краља Фрогмона који напада остале али га МеталГрејмон поражава. Изабрана деца се након тога окупљају у шуми али без Соре. У том тренутку их напада Флајмон али се одједном појављује Бирдрамон и поражава га. Убрзо наилазе и на Сору која им објашњава да је од ПикоДевимона сазнала да сваки грб има своје значење и да оно представља најбоље особине које се налазе у сваком од изабране деце, једини проблем за њу је био што је мислила да она не заслужује свој грб љубави. Остала деца безуспешно покушавају да је разувере од ПикоДевимонових лажи, али када се Вандемон по први пут појави пред децом и опасно повреди Бирдрамона, у Сори се пробуди љубав на шта њен грб реагује и Бирдрамон постаје Гарудамон. Он успева на кратко да заустави напад Вандемона и однесе децу на безбедно место. Убрзо након тога пред децом се поново појављује Генаји који им открива да осим њих седморо постоји и 8. изабрано дете и да га морају пронаћи пре Вандемона, који се управо спрема да отвори капију стварног света. Прерушени Палмон и Агумон успевају да надмудре Нанимона, који је био на улазу Вандемоновог чаробног дворца и уводе децу и остале дигимоне у дворац. Деца успевају да пронађу тајну одају у којој је Вандемон управо отворио капију и са својом војском пролази у стварни свет. Вандемонов слуга, Тејлмон призива Девидрамоне који нападају децу и након дуге борбе са њиховим дигимонима капија се затвара пре него што изабрана деца прођу кроз њу. Деца напуштају дворац да би смислили план како да поново отворе капију. У томе им помаже Генаји с којим се по први пут срећу. Он им даје 10 карата са ликовима дигимона које морају правило да распореде на чаробном столу у Вандемоновом дворцу, да би се капија поново отворила. Након тога се враћају у дворац одлучни да се врате кући. Коширо успева да открије праву комбинацију, али за једно место му остају 2 карте и препушта Таичију да одабере једну од њих две. У међувремену их напада Спајдермон, још један Вандемонов слуга, а Тогемон, Икакумон и РатниГарурумон дају све од себе да га зауставе. И док се они боре против Спајдермона, Таичи одабира праву карту која отвара капију и деца се са својим дигимонима враћају у летњи камп.
На повратку кући суочили су се са нападима Вандемонове војске, која је помоћу копија 8. грба трагала за осмим изабраним дететом. Прво их је у Хикаригаоки напао Мамутмон, с којим је на крај изашао Гарудамон. Тада су деца уочила да свих седморо имају нешто заједничко, а то је да су сви некада живели у овом граду и сетили су се да су као мали видели како се диносаурус бори против џиновског папагаја (Грејмон и Паротмон), али су се након тога сви одселили у Токио, а родитељи им наравно нису веровали у оно што су видели. Због тога су посумњали да је и 8. дете некада живело у Хикаригаоки. На путу до куће напао их је и Гесомон, с којим се изборио Икакумон, а тада су их и људи видели и остали су запањени како се џиновски морж и сипа боре.
Након што стигну кући и одморе се одлуче да се поделе како би брже претражили што више места на којима би изабрано дете могло да буде. У Хикариној соби се приказује диги-уређај који односи њена мачка, она случајно упадне у један комби и доспе до Одаибе. Коширо са Тентомон креће у потрагу за осмим дететом јер је на свом диги-уређају видео да је дете (мачка са уређајем) у близини. Међутим и чланови Вандемонове војске виде да је дете у близини, јер копије грба реагују и тада се сусретну са Коширом. Тентомон се претвара у Кабутеримона и одлази да се бори против Раремона, док ПикоДевимон покушава да убије Кошира својим пико шприцевима. Ипак Кабутеримон стигне на време и ПикоДевимон побегне. Вандемон тада одлучује да штаб своје војске пребаци у Одаибу, јер су веровали да је дете тамо. Једна врана узима Хикарин диги-уређај и односи га у своје гнездо, што ће још више отежати потрагу. Мими и Сора са Палмоном и Пијомоном одлазе на врх Токијске куле јер верују да би на местима где има више људи могле да пронађу дете. Тада наилазе на СмртносногМерамона, још једног Вандемоновог помоћника, који је у савршеној фази и због тога Бирдрамон и Тогемон не могу да изађу на крај с њим. У помоћ им долази Таичи са МеталГрејмоном који поражава СмртносногМерамона. У међувремену, Вандемон се скрива на мрачним местима, јер се као и прави вампир, плаши Сунчеве светлости и чека да падне мрак како би напао неку невину жртву и исисао јој крв. Људи у Јапану су данима били ваома забринути, јер је све више младих мистериозно оболевало од акутне анемије, за шта је он био одговоран. С друге стране Јамато и Такеру одлазе у Шибауру, познату као град младих, где наилазе на Пампкимона и Гоцумона, доброћудне Вандемонове слуге, које на желе да се боре против њих, већ само да се забаве. Због тога их Вандемон сурово казни застрашујућом смрћу пред очима Јамата, Такеруа и Габумона. Тада се Габумон претвара у РатногГарурумона и покушава да му се освети, али му не полази за руком, па му у помоћ притекне Ангемон, који се тек по 2. пут појављује и иако не успевају озбиљније да науде Вандемону, он одлази.

## Главни ликови
| Бр. | Изабрано дете (грб)         | Беби фаза*    | Дечија фаза* | Средња фаза (напад)        | Зрела фаза (напад)                        | Савршена фаза (напад)          | Екстремна фаза (напад)                                                     |
| 1. | Таичи Јагами (храброст)     | Ботамон       | Коромон      | Агумон (кратки пламен)     | Грејмон (мега пламен)                     | МеталГрејмон (гига разарач)    | РатниГрејмон (моћни торнадо, земаљска сила, драмон убица)                  |
| Пустоловни вођа ове групе, старији брат Хикари Јагами. У серији је више пута приказиван као тврдоглав, али и изразито храбар. због чега му је и додељен грб Храбрости. Његов партнер Агумон му је доста сличан, осим што је углавном много опрезнији. |                             |               |              |                            |                                           |                                |                                                                            |
| 2. | Јамато Ишида (пријатељство) | Пунмон        | Цуномон      | Габумон (мала ватра)       | Гарурумон (лисичја ватра, урагански удар) | РатниГарурумон (кајзер клин)   | МеталГарурумон (паралишући дах, гаруру-томахавк)                           |
| "Вук самотњак" групе, Такеруов старији брат. Јамато је осећајан и заштитнички настројен, посебно према млађем брату. Без обзира на то, Јамато је доста повучен. Носилац је грба Пријатељства. Његов партнер Габумон, има велику повезаност са њим и веома му је одан. |                             |               |              |                            |                                           |                                |                                                                            |
| 3. | Сора Такеноучи (љубав)      | Њокимон       | Пјокомон     | Пијомон (чаробна ватра)    | Бирдрамон (метеорско крило)               | Гарудамон (мрачно крило)       | Хоуоумон (звездана експлозија)                                             |
| Сора је мајчинска фигура ове групе. Брижна је и увек пази и помаже осталима у групи, те понекад запостави своје проблеме. Такође је доста одлучна. Носилац је грба Љубави. Њен партнер је Пијомон, хиперактивна и помало досадна птица, али према Сори показује велику приврженост. |                             |               |              |                            |                                           |                                |                                                                            |
| 4. | Коширо Изуми (мудрост)      | Бабумон       | Мочимон      | Тентомон (мали гром)       | Кабутеримон (мега бластер)                | АтлурКабутеримон (разорни рог) | ХеркулКабутеримон (гига бластер)                                           |
| Коширо је генијалац скупине. Изузетно је интелигентан и логичан, такође је и стручњак за компјутере. Носилац је грба Знања. Први је донео теорију о Дигиталном Свету, и схватио где се он налази. Његов партнер је Тентомон, дигимон доста сличан њему, само што је за нијансу осећајнији. |                             |               |              |                            |                                           |                                |                                                                            |
| 5. | Мими Тачикава (чистоћа)     | Јурамон       | Танемон      | Палмон (отровни бршљен)    | Тогемон (бодљикави спреј)                 | Лилимон (цветни топ)           | Роземон (забрањено искушење, трновити бич)                                 |
| Мими долази из богате породице као једино дете,због чега је поприлично размажена. Осим тога, понекад се понаша умишљено и детињасто, али је ипак нежна и брижна. Носилац је грба Чистоће. Њен партер је Палмон, дигимон који је такође брижан и осећајан и понекад јој служи као глас разума. |                             |               |              |                            |                                           |                                |                                                                            |
| 6. | Џо Кидо (поштење)           | Пичимон       | Пукамон      | Гомамон (марширајуће рибе) | Икакумон (харпун торпедо)                 | Зудомон (чекић варница)        | Викемон (арктичка мећава)                                                  |
| Џо је најстарији у групи, те стога и онај који преузима највећу одговорност за њих. Иако доста интелигентан и способан, Џо често показује несигурност. Носилац је грба Поштења. Његов партнер је Гомамон, дигимон који га одлично познаје и увек му указује на његове грешке. |                             |               |              |                            |                                           |                                |                                                                            |
| 7. | Такеру Такаиши (нада)       | Појомон       | Токомон      | Патамон (ваздушни удар)    | Ангемон (небеска песница, рука судбине)   | СветиАнгемон (врата раја)      | Серафимон (седам небеса)                                                   |
| Јаматов млађи брат, најмлађи члан у групи. Иако најмлађи, Такеру је више пута полказао снагу, сналжљивост и велику дозу зрелости. Нослица је грба Наде. Његов партнер Патамон, је сличан Такеруу и увек му је био потпора у тешким тренуцима. |                             |               |              |                            |                                           |                                |                                                                            |
| 8. | Хикари Јагами (светлост)    | ЈукимиБотамон | Њаромон      | Плотмон (псећи лавеж)      | Тејлмон (мачији ударац)                   | Ангевомон (света стрела)       | Светидрамон / Офанимон (свети пламен / еденско копље, сефиротски кристали) |
| Таичијева млађа сестра, Такеруова вршњакиња. Придружила се групи при крају серије када се открило да је она 8. Изабрано Дете. Иако плашљива и нежна, Хикари је слично Такеруу више пута приказала дозу зрелости и одважности. Носилац је грба Светлости. Њен дигимон, Тејлмон, је врло лукав и мудар и изузетно везан за Хикари. Тејлмон је једини дигимон од осморо који има два облика екстремне фазе. |                             |               |              |                            |                                           |                                |                                                                            |

- Напад свих дигимона у беби и дечијој фази је удар мехуром.

У првој сезони из екстремне фазе су се појавили само РатниГрејмон и МеталГарурумон, а Роземон, Викемон, ХеркулКабутеримон, Хоуоумон, Серафимон и Светидрамон су се појавили тек у 3. сезони. Сви дигимони из екстремне фазе појавили су се и у видео игри за ПСП "Пустоловине са Дигимонима".
Фаза у којој дигимони проводе највише времена је средња фаза, једино је Хикарин дигимон углавном у зрелој фази.

## Остали ликови

### Негативци
- Перотмон (Први филм) - Суочио се са Грејмоном 4 године пре почетка серије.
- Девимон (8-13) - Први негативац са којим су се суочила изабрана деца. Црним точковима је контролисао дигимоне. Уништио га је Ангемон
- Етемон/МеталЕтемон (15-20;46-47)  - Други негативац са којим су се суочили. Помоћу Црне Мреже Етемон је могао да сазна где се налазе Изабрана Деца. Уништио га је МеталГрејмон. Међутим вратио се као МеталЕтемон али су га брзо уништили Зудомон и СабљаЛеомон
  - Газимони (15-20)  - Етемонове слуге
  - Нанимон (19-20) - Етемонов ривал који је преко деце успео да се извуче из његовог затвора. Касније заједно са Етемоном упада у срце Црне Мреже и ту умире
- Вандемон/Отровни Вандемон  (22-39) - Трећи  негативац са којим су се суочили. Успео је да оде у стварни свет како би ухватио осмо изабрано дете. Уништава га Ангевомон. Међутим Вандемон успева да оживи помоћу пророчанства и враћа се као Отровни Вандемон  али га поражавају РатниГрејмон и МеталГарурумон. Ни ту није био крај јер иако је његова физичка форма уништена, његов дух је ушао у Јукиа Оикаву и у Пустоловинама са Дигимонима 02 се поново појављује као финални негативац али га поражава ЦарскиДрамон Борбени Мод
  - ПикоДевимон (22-38) - Вандемонова десна рука. Преварио децу како би се раздвојила. Касније жртвован свом господару за његов преображај
  - Тејлмон (27-34) - Још један Вандемонов слуга. Доста паметнији и сналажљивији од ПикоДевимона. Касније открива да је партнер осмог изабраног детета, Хикари и издаје Вандемона
  - Спајдермон (24) - Вандемонов слуга који је остао да чува његов замак и да уништи изабрану децу али га РатниГарурумон уништава
  - Вандемонова војска - Дигимони који су пошли са Вандемоном за Јапан. То су били: Мамутмон, Гесомон, Смртоносни Меламон, Раремон, Видермон (Тејлмонов пријатељ, такође издаје Вандемона), Бакемони, Гоцумон, Пампкинмон, Гизамони, Мрачни Тираномон, Фантомон, МегаСидрамон, Таскмон, Снимон.
- Господари Таме (40-52) - Апокалимонове креације. За време боравка деце на Земљи скоро уништили Дигитални Свет
  - МеталСидрамон (40-42) - Први Господар Таме који је уништен, од стране Ратног Грејмона
    - Анкрустамон (41) - МеталСидрамонов слуга. Након његовог неуспеха у хватању Изабране Деце МеталСидрамон га убија.
    - Амбијамон (42) - МеталСидрамонове слуге. Уништени од стране Зудомона

  - Пинокмон (40-47) - Други Господар Таме који је уништен, од стране МеталГарурумона
    - Тримон (44-45) - Преварио Јамата да се окрене против Таичија. Убијен од стране Пинокмона
    - Гарбмони (44) - Уништени од стране Лилимона, МеталГрејмона и МеталГарурумона
    - Остала Пинкомонова војска - Кивимон, Флорамон и Дерамон,

  - Мугендрамон (40-49) - Трећи Господар Таме који је уништен, од стране Ратног Грејмона
    - ЗлиЗемон (49) - Мугендрамонов слуга, уништен од њега самог након што није ухватио децу
    - Мугендрамонова војска - Тенкмони, Гигадрамони, Мегадрамони, Мобилмони, Хагурумони

  - Пиедмон (40-52) - Вођа Господара Таме уништен од стране Светог Ангемона, Ратног Грејмона и МеталГарурумона
    - ЛејдиДевимон (50) - Уништена од стране Ангевомона
    - Менатмони (52) - Унитени од стране Светог Ангемона
- Апокалимон (53-54) - Финални негативац који је угрозио Дигитални свет. Креирао негативце са којима су се суочили. Уништен уједињеним снагама дигимона.
- Курамон/Цумемон/Керамон/Крисалимон/Инфермон/Диабломон (Други Филм) - Грешком се појавио на интернету као диги јаје. Касније еволуирао у Курамона па у Цумемона и Керамона. Током борбе са Грејмоном и Кабутеримоном еволуира у Инфермона и брзо их поражава. Затим еволуира у Диабломона и напада Ратног Грејмона и МеталГарурумона, који ДНК преображајем у Омнимона успевају да га поразе.

### Савезници
- Генаи (13-54) - Особа креирана од података, деци је често помагао и служио им је као водич
- Андромон (5, 48-52, 54) - Дигимон робот ког деца прво срећу у Фабрици где је био под контролом Црног Точка. Од Црног Точка га је ослободио Кабутеримон. Када су се деца поново вратила у Дигитални Свет, деца га поново сусрећу у Мугендрамоновом граду где им он помаже у борби против Мугендрамона, а касније у борби против Пиедмона и Менатмона.
- Кентаурмон (10, 14, 52-54) - Чувар старог храма на Острву Компјутера, први пут се сусреће са Мими и Коширом под контролом Црног Точка али га Тогемон и Кабутеримон ослобађају од њега.  Потом им помаже у грађењу сплава. Када су се изабрана деца вратила у Дигитални свет, помаже им у борби против Пиедмона и Менатмона.
- Леомон/СабљаЛеомон (8-14, 46-47) - Заштитник Острва Компјутера, био под контролом Девимона, али га Изабрана Деца ослобађају својим Дигисторима. Он им онда помаже у борби против Девимона и касније у грађењу сплава. По повратку у Дигитални Свет Мими и Џо се срећу са СабљаЛеомоном, Леомоновом еволуцијом. Они се закедно са Оргамоном сусрећу са МеталЕтемоном. У тој борби СабљаЛеомон жртвује свој живот како би спасао Мими и умире.
- Оргамон (8-13, 46-54) - Леомонов ривал. Био је Девимонов савезник, али после његове смрти Оргамон нестаје. После се поново појавио повређен од Вудмонових напада. Од повреда га лечи Џо и он им се придружује, касније се срећу са СабљаЛеомоном, и беже од МеталЕтемона. Након борбе са МеталЕтемоном, у којој Леомон губи живот, Оргамон се уједињује са децом. Помогао је деци у борби против Пиедмона и Менатмона
- Вамон (14-15, 41-42) - Деца су га срела на путу до Континента Сарба. Био је под контролом Црног Точка, али га деца иништавају, и он им заузврат помаже да дођу до Сарбе. Касније се поново појавио како би их заштитио од МеталСидрамона, али борби са њим гине.
- Пиклемон (18, 40) - Дигимон тренер који помаже деци и њиховим дигимонима у тренингу. Гине у борби са Господарима таме
- Видермон (30-37) - Тејлмонов пријатељ. Ујединио се са Вандемоном како би био са Тејлмоном. Када открива да је Хикари изабрано дете издаје Вандемона, и покушава да му украде Грб Светлости, али га Вандемон открива и баца у океан. У борби Изабране Деце са Вандемоном, Видермон гине од његововог напада како би заштитио Хикари и Тејлмона
- Елекмон (12, 14, 50-52, 54) - Чувар Села Почетка

## Филмови

### Пустоловине са Дигимонима
Овај филм је пилот епизода за серијал Пустоловине са Дигимонима. Прича се фокусира на Таичија и Хикари. четири године пре њихових авантура у Дигиталном Свету. Филм приказује њихов први сусрет са дигимонима, Дигимон са којим су се сусрели је био Ботамон, који је касније еволуирао у Коромона. Током ноћи у граду се појављује Перотмон, како би га зауставио Коромон еволуира у Агумона, а касније у Грејмона. Грејмон успева да га порази и они се враћају у Дигитални Свет. Сцене из овог филма су касније коришћене у серији када се објшњавало зашто су Таичи и остали постали Изабрана Деца

### Пустоловине са Дигимонима. Наша Ратна Игра
Радња овог филма се дешава током пролећног распуста, скоро годину дана након што су се деца вратила у Стварни Свет. Прича се већински фокусира на Таичија, Кошира, Јамата и Такеруа и њихову борбу са злим дигимоном Диабломоном који изазива хаос на интернету, а највећу опасност представља тајмер за активирање нуклеарног напада на Токијо који је дигимон активирао. Прича почиње када се Диабломоново Диги-јаје грешком појави на интернету. Из Диги-јајета се излеже Курамон и почиње да изазива хаос на интернету. Курамон после еволуира у Цумемона и наставња са изазивањем хаоса. Када то Таичи и Коширо сазнају од Генаија и шаљу Грејмона и Кабутеримона на сада већ Керамона. Он еволуира у Инфермона и брзо их поражава. У међувремену се у битку укључују Јамато и Такеру са својим дигимонима. РатниГрејмон и МеталГарурумон заједничким снагама нападају Инфермона али без успеха. Затим он еволуира у Диабломона и активира тајмер. Након још безуспешних покушаја да се порази Диабломон РатниГрејмон и МеталГарурумон ДНК преображајем еволуирају у Омегамона и поражавају Диабломона

## ЦД  Драме

### Пустоловине са Дигимонима: Песме Карактера + Мини Драма 1
Ово је прва ЦД драма заПустоловине са Дигимонима и садржи 3 приче које прате Таичија, Сору и Џоа
1. СОС! Пети разред, Одељење А - је прича у којој Таичи и Сора имају неочекивани сусрет са дигимонима током часа домаћинства
2. Откуцаји срца - је прича у којој Сора одговара на питања Хикари и Мими
3. Џоов певачки деби - је прича у којој Џо размишља о томе да постане певач

Осим ових прича ЦД Драма садржи песме "Лептир" и "Желим" као и песме:
1. Таичијева песма: "Користим храброст као своја крила"
2. Сорина песма: "Сутра ће бити боље"
3. Џоова песма: "Ја сам другачији ја"

### Пустоловине са Дигимонима: Песме Карактера + Мини Драма 2
Ово је друга ЦД драма за Пустоловине са Дигимонима и чини је прича о Кошировом писању љубавног писма
1. Коширо! Неадресирана љубав - јe први део драме у којем остала деца откривају да Коширо пише љубавно писмо и нагов г а да им каже коме.Тада Тентомон еволуира у Кабутеримона и бежи са Коширом, а остала деца крећу за њима.
2. Мми! Планови за светску доминацију - је други део драме који прати разговор између Соре, Мими и Хикари око тога да ли Коширо пише некој од њих љубавно писмо и ако да којој, тај разговор прераста у свађу
3. Хикари! Слаба страна - је трећи део драме у којем мушки ликови покушавају прекинути свађу женских. Док сви упадају у свађу, појављује се Коширо који одлучује да им каже коме је написано, али је његов одговор утишан.

Осим ових прича ЦД Драма садржи песме "Лептир" и "Настави" као и песме:
1. Коширова песма: "НОВА ВЕРЗИЈА"
2. Мимина песма: "Зато што ћемо се поново срести"
3. Хикарина песма: "Света светлост"

### Пустоловине са Дигимонима: Песме Карактера + Мини Драма 3
Ово је трећа ЦД драма за Пустоловине са Дигимонима и чини је 2 приче које се дешавају за време Нове Године
1. Украдени први новогодишњи снови - је прва прича у којој Јамато и Такеру покушавају открити ко је свима украо снове
2. Новогодишња приредба Дигимона - је друга прича у којој Дигимони одржавају наступ пред Изабраном Децом

Осим ових прича ЦД Драма садржи песме "Лептир" и "Настави" као и песме:
1. Јаматова песма: "Ход на ивици"
2. Такеруова песма: "Буди у реду"
3. "Еволуција кроз храброст"

### Пустоловине са Дигимонима Оригинална Прича: 2-ипо годишња пауза
Ово је четврта и последња ЦД драма за Пустоловине са Дигимонима. Прати догађаје Изабране Деце током 2-ипо годишње паузе између прве и друге сезоне.
1. Новембар 1999 / Пиштаљка / Таичи - Прича прати Таичија. О томе како је захваљујући звуку Хикарине пиштаљке (коју је она оставила Тејлмону у Дигиталном Свету), успео поново да се врати у Дигитални Свет и разговара са Агумоном
2. Мај 2000 / Телефон / Џо - Прича прати Џоа. У овој причи Џо говори свом брату како жели да постане лекар.
3. Октобар 2000 / Писмо оцу / Сора - Прича прати Сору. Оно пише свом оцу о најскоријим доживљајима које је имала
4. Април 2001 / Чет / Коширо - је прича о Коширу. У овој причи Коширо пише имејл Генаију о догађајима који су му се десили као, о томе да покушава да открије узрок појављивања Грејмона и Перотмона, и да постоји још Изабране Деце.
5. Септембар 2001 / Видео-порука / Мими - је прича о Мими. Мими говори како се преселила у Њујорк и о Изабраној деци у Америци.
6. Март 2002 / Док свирам бас / Јамато - је прича о Јамату. Јамато разговара са оцем преко телефона истовремено вежбајући бас. Сазнаје и да су сви догађаји везани за дигимоне избрисани са видео-снимака

Осим ових прича ЦД Драма садржи песму "Лептир".

## Пустловине са Дигимонима (ПСП)
Игра урађена у RPG стилу, покрива комплетну серију као и други филм: "Наша Ратна Игра". Радња игре је иста као и радња серије, са неким одступањима, попут: споредних мисија и појављивањем Дигимона у екстремној фази који се нису појавили у оригиналној серији.  Прича се одвија по епизодама инспирисаним онима у серији, током којих играч (коришћењем неког од ликова) може истраживати области (Дигиталног Света а касније и Токија) налазити ковчеге са благом и извршавати мисије. Током борбе играч може изабрати максимално 3 дигимона, и може користити опције попут: напада, вештине, предмета и еволуције. Током игре се такође могу скупљати Диги-Чипови, којима се могу побољшати напади Дигимона. Појам повезаности се такође користи у овој игри, изражава се преко тога да ако што више помажеш осталој изабраној деци током мисија њихови дигимони ће имати јаче нападе током борби.